# هيموسيانين
هيموسيانين هو بروتين قائم على النحاس يتحول إلى اللون الأزرق عند أكسدته، بدلاً من خضاب الدم القائم على الحديد في خلايا الدم الحمراء الموجودة في الفقاريات وبالتالي يتخذ اللون الأخضر المائل إلى الزرقة بدلاً من اللون الأحمر في دم الفقاريات. وفي حالة عدم الأكسدة، يفقد الهيموليمف لونه بسرعة ويبدو رمادي اللون، وهو بروتين متعددة الوظائف.,

## الوفرة
يتواجد الهيموسيانين في بعض اللافقاريات، والتي تحتوي اغلبها في دم على الهيموغلوبين، مثل الرخويات (رأسيات الأرجل وchitons SPP) والمفصليات (الجمبري، سرطان البحر، الليمول في أطراف الفم )الأخطبوط والحبار والقواقع، الخ) والمفصليات (مثل سرطان البحر والروبيان والعناكب، الخ.) . يتكون هيموسيانين من جزيء CU2 وحوالي 200 الأحماض الأمينية في سلسلة الببتيد والهيموجلوبين، .

## الوظيفة
يعد الهيموسيانين أيونات النحاس الأحادي التكافؤبروتين عامل مساعد في الأكسدة. وظيفته هي نقل الأوكسجين. عبر الدم والأكسدة تتم بواسطة السيرولوبلازمين .

## وصلات خارجية
- 3D hemocyanin structures in the EM Data Bank(EMDB)